# Фельштинський замок
Замок у Фельштині на р. Смотрич був збудований за сприяння шляхтича Миколая Гербурта за дозволом короля Стефана Баторія, виданого у серпні 1584 р. З 1641 року власниками замку стали представники роду Даниловичів. Замок був сильно пошкоджений під час козацьких воєн.
Замок був оточений валом, палісадом та ровом, всередині були дерев'яні господарські та житлові будинки. В'їзд до замку був по розвідному мості. На воротах замку стояла дозорна вежа, яка служила одночасно і брамою замку. Сторожі на вежі були зобов'язані постійно співати, щоб показувати, що вони чатують. Пізніше замість дерев'яної вежі була збудована кам'яна башта. Перший поверх вежі мав численні стрільниці, а останній був дозорним.
Маріанна Грабянка збудувала на місці замку костел.